# Izaut-de-l'Hôtel
Izaut-de-l'Hôtel is een gemeente in het Franse departement Haute-Garonne (regio Occitanie) en telt 329 inwoners (2004). De plaats maakt deel uit van het arrondissement Saint-Gaudens.

## Geografie
De oppervlakte van Izaut-de-l'Hôtel bedraagt 9,7 km², de bevolkingsdichtheid is 33,9 inwoners per km².
De onderstaande kaart toont de ligging van Izaut-de-l'Hôtel met de belangrijkste infrastructuur en aangrenzende gemeenten.

## Demografie
Onderstaande figuur toont het verloop van het inwonertal (bron: INSEE-tellingen).